# Lý An (đạo diễn)
Lý An (sinh ngày 23 tháng 10 năm 1954) là một nam đạo diễn, nhà sản xuất kiêm nhà biên kịch phim người Đài Loan. Ông từng ba lần đoạt giải Oscar và là đạo diễn người châu Á đầu tiên từng thắng giải Oscar cho hạng mục Đạo diễn xuất sắc nhất và là một trong số ít đạo diễn từng thắng giải này trên hai lần. Ông cũng là vị đạo diễn đầu tiên thành công với cả hai thể loại phim nghệ thuật lẫn thương mại tại Hollywood.

## Tiểu sử
Lý An sinh ngày 23 tháng 10 năm 1954 tại Triều Châu, Bình Đông thuộc phía nam của đảo Đài Loan. Cha ông là một nhà giáo dục người Đài Loan di cư từ Trung Quốc Đại lục. Em trai ông cũng là một đạo diễn.
Năm 1975, ông tốt nghiệp trường Đại học Nghệ thuật Quốc gia Đài Loan sau đó đến Mỹ theo học ngành đạo diễn sân khấu tại Đại học bang Illinois và ngành sản xuất phim tại Đại học New York.
Năm 1985 ông đạt giải thưởng đầu tiên. Năm 1992 ông ra mắt bộ phim đầu tay sau nhiều năm viết kịch bản mang tên Những Bàn Tay Kiên Định, một phim hài về cộng đồng người Đài Loan tại New York.
Bộ phim thứ hai, Hỷ yến ra mắt năm 1993 đã gây tiếng vang lớn và thể hiện rõ phong cách làm phim của Lý An, đó là "xoáy sâu vào tâm lý của con người". Phim đoạt giải Gấu Vàng tại liên hoan phim Berlin và Đạo diễn xuất sắc nhất tại Liên hoan phim Seattle cũng như được đề cử Quả Cầu Vàng và Oscar.
Năm 1994, bộ phim Ẩm thực nam nữ đã cho thấy Lý An không chỉ có những tác phẩm thành công về mặt nghệ thuật mà cả doanh thu. Phim đã được đề cử giải Oscar Phim Nước Ngoài hay nhất và BAFTA. Lý An bắt đầu làm phim tại Hollywood. Sense and Sensibility mang lại đề cử Nữ diễn viên phụ xuất sắc cho Kate Winslet, đoạt giải Kịch bản chuyển thể cho Emma Thompson và được đề cử Phim hay nhất tại Oscar, đoạt giải Gấu Vàng tại Liên hoan phim Berlin và rất nhiều giải thưởng điện ảnh của Anh, được Hội Phê Bình Quốc gia bình chọn là đạo diễn xuất sắc nhất của năm.
Năm 1997, vẫn với phong cách phim tâm lý xã hội, bộ phim Bão Lạnh với hàng loạt ngôi sao Hollywood tham gia đã mang về cho Lý An thêm nhiều thành công khác, đặc biệt là tại Liên hoan phim Cannes.
Năm 1999, Lý An thử sức với đề tài nội chiến với sự diễn xuất của nữ ca sĩ Jewel, phim Ride with the Devil. 
Từ năm 2000 đến nay, ông đã cho ra mắt những bộ phim xuất sắc trong lịch sử điện ảnh, đỉnh cao nhất là các bộ phim Ngọa Hổ Tàng Long, Brokeback Mountain và Cuộc đời của Pi. Gần đây hơn, ông đã cho ra mắt bộ phim Đàn ông Song Tử vào năm 2019.

## Giải thưởng
Ông nhận giải Đạo diễn xuất sắc nhất của Hiệp Hội Đạo diễn Hoa Kỳ đầu năm 2001.
Năm 2002 bộ phim Ngọa Hổ Tàng Long của ông đã trở thành một hiện tượng trong làng điện ảnh thế giới với 4 giải Oscar và số doanh thu khổng lồ 130 triệu đô la Mỹ.
Năm 2006, ông đoạt Giải Oscar cho đạo diễn xuất sắc nhất cho phim Brokeback Mountain.
Năm 2013, ông đoạt Giải Oscar cho đạo diễn xuất sắc nhất cho phim Cuộc đời của Pi.

## Danh sách phim
| Năm  | Phim                                   | Đạo diễn | Sản xuất | Kịch bản |
| ---- | -------------------------------------- | -------- | -------- | -------- |
| 1991 | Pushing Hands                          | Có       | Không    | Có       |
| 1993 | The Wedding Banquet                    | Có       | Không    | Có       |
| 1994 | Ẩm thực nam nữ                         | Có       | Không    | Có       |
| 1995 | Siao Yu                                | Không    | Có       | Có       |
| 1995 | Sense and Sensibility                  | Có       | Không    | Không    |
| 1997 | The Ice Storm                          | Có       | Không    | Không    |
| 1999 | Ride with the Devil                    | Có       | Không    | Không    |
| 2000 | Ngọa hổ tàng long                      | Có       | Có       | Không    |
| 2003 | Hulk                                   | Có       | Không    | Không    |
| 2005 | Chuyện tình sau núi                    | Có       | Không    | Không    |
| 2007 | Sắc, Giới                              | Có       | Có       | Không    |
| 2009 | Taking Woodstock                       | Có       | Có       | Không    |
| 2012 | Cuộc đời của Pi                        | Có       | Có       | Không    |
| 2016 | Billy Lynn và cuộc chiến nửa đời người | Có       | Có       | Không    |
| 2019 | Đàn ông Song Tử                        | Có       | Không    | Không    |